# Langkawi Sky Bridge
Il Langkawi Sky Bridge (noto anche come Sundial Bridge a Turtle Bay) è un ponte strallato pedonale curvo lungo 125 metri situato sull'isola Langkawi nel Kedah in Malaysia.
Costruito tra il 2003 e il 2004, è stato aperto al pubblico il 27 febbraio del 2005. Il ponte si trova a 700 m s.l.m. sulla cima del Gunung Mat Cincang, è sostenuto da un pilastro alto 82 metri e il percorso pedonale, largo 180 cm, è situato a oltre 100 metri dal terreno. Al ponte possono accedere 200 persone alla volta, agli estremi del ponte si trovano due piattaforme triangolari.
Per accedere è necessario prendere la funivia dalla località di Oriental Village, nella parte occidentale dell'isola. Dalla stazione superiore della funivia il ponte è accessibile tramite una scalinata oppure tramite un ascensore inclinato chiamato SkyGlide.
Il ponte è stato chiuso a luglio 2012 per manutenzione ed è stato riaperto nel febbraio del 2015, nel tratto centrale del ponte parti della pavimentazione sono state sostituite con pannelli in vetro.